# 若潮号触礁漏油事故

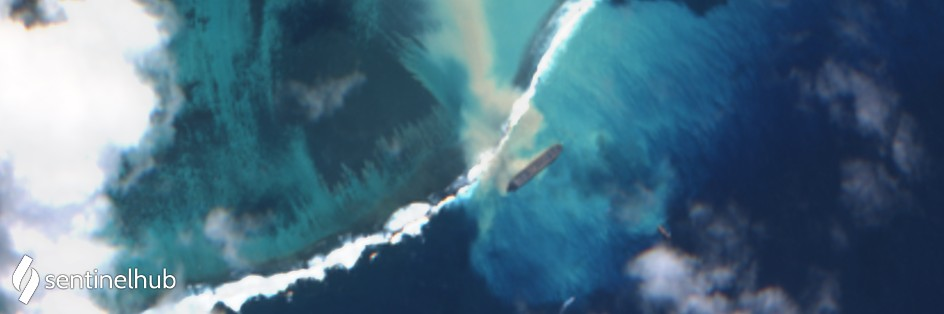
若潮号漏油现场，摄于8月9日

若潮号触礁漏油事故（英語：MV Wakashio oil spill） 是一起于2020年7月25日20时许，在印度洋岛国毛里求斯以南海上发生的触礁搁浅导致漏油的事故。一家日本公司拥有的散货船在毛里求斯岛南海岸搁浅，导致大量原油漏出，污染当地海洋保护区。毛里裘斯政府宣佈该国進入環境緊急狀態。

## 背景
毛里求斯是一个位于印度洋上的岛国，该国人口约130万，以其原始的海滩而闻名，相关旅游业2019年为该国经济贡献了630亿卢比（约合15.9亿美元）。事发前，2019冠状病毒病疫情已经对该国旅游业带来了沉重打击。受污染的东南海岸是毛里求斯南部旅游中心，附近的蓝湾（Blue Bay）海岸公園的海底有丰富的珊瑚礁，受污染的白鹭岛栖息有大量的濒危野生动植物，毛里求斯国际机场也在附近。作为国际重要湿地，部分受污染区域在《湿地公约》保护区范围内。

## 事故
事发船只为一艘悬挂巴拿马權宜船旗的散装货轮，名为若潮号（MV Wakashio）。该货轮于2007年下水，载重量为203,000吨，全长为299.95（984.1英尺），船輻50（160英尺）。由一台柴油引擎推動，營運航速為14.5節（26.9每小時）。这艘船的所有者为长铺汽船公司（Nagashiki Shipping Co. Ltd.）的附屬公司日本兴世海运公司（Okiyo Maritime Corp），由商船三井租用经营。该船7月4日从中国連雲港空載出發，中途停靠新加坡，事發時正在前往巴西图巴朗港的途中。船上有20名船员包括印度籍船長蘇尼爾·庫瑪·南德斯瓦爾和斯里蘭卡籍大副蒂拉克·拉特納·蘇巴達，事故中没有人受伤。根據日本海事協會調查組織8月11日的一份聲明，若潮號於當年3月通過年檢。
该船7月25日在毛里求斯东南部海域搁浅，全体船员随即安全撤离。據若潮号船员在接受毛里求斯政府调查时表示，当时该货船是为了连接Wi-Fi而接近了陆地，因此偏离航道，导致搁浅。但若潮号船长卻表示，他選擇偏離航道是为避开海盗活动。當地警方指出，船隻根本無需駛得如此接近海岸去接收電話訊號。船公司商船三井亦表示，旗下的船隊全部提供無限且免費的互聯網連線。
8月6日，货船船体发生破裂，大量燃油泄漏。该船运载有4,000吨柴油和燃油，其中的一部分在事故中漏出。政府称之为“非常敏感”的环保区域，附近的绿松石水域出现了深色的水面浮油。燃油还漂到触礁处临近的潟湖、珊瑚礁、德斯尼角沙滩、白鹭岛自然保护区和马埃堡、旧大港等城镇，且仍在扩散中。受到持续的恶劣天气影响，大约1,000吨燃油已泄漏至附近海域，漏油恐釀生態災難。8月15日，若潮號断成两截，當時裡面還有166噸燃料。8月底，毛里求斯海域附近已發現至少40隻死亡海豚。

## 处置

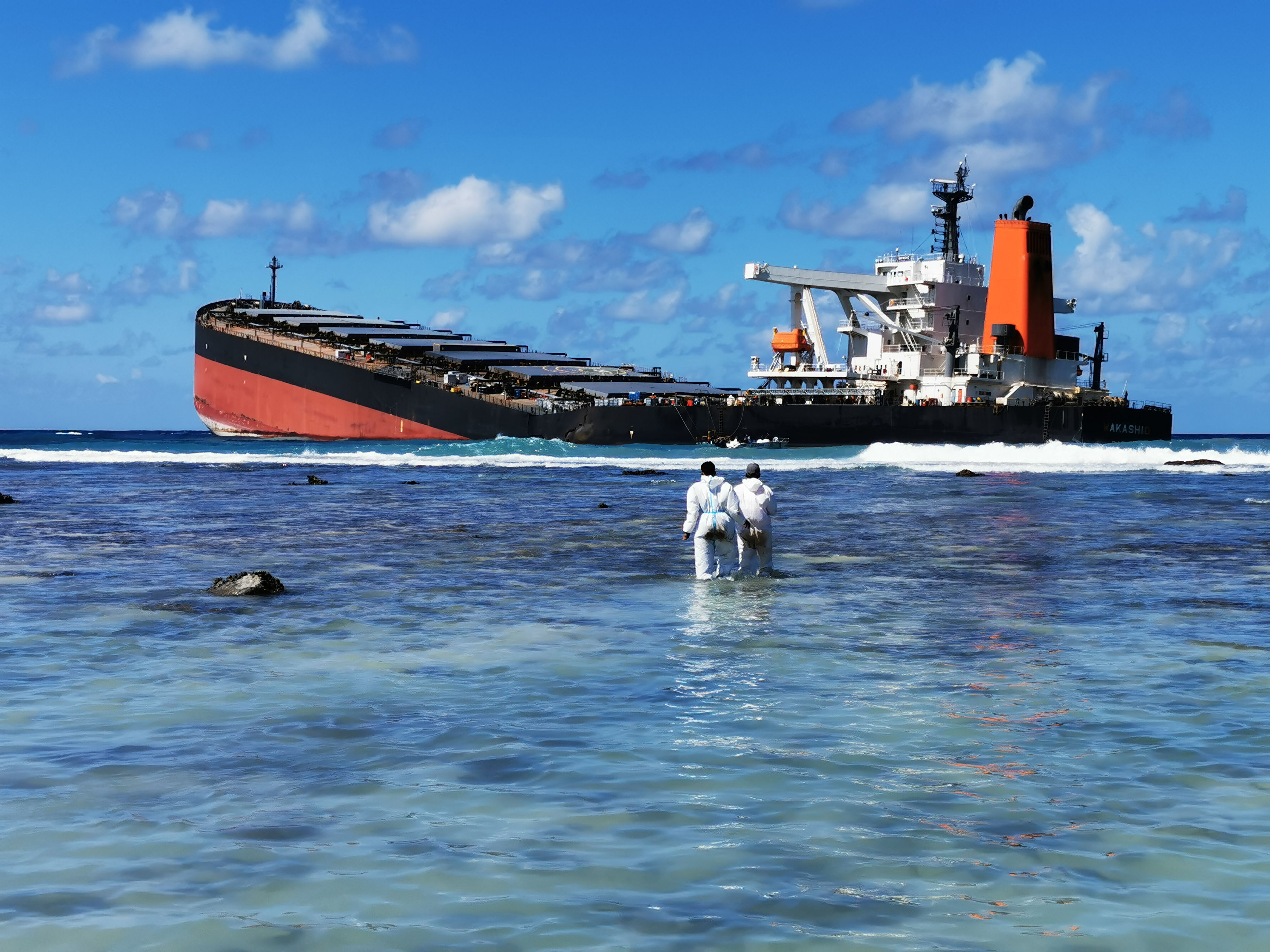
擱淺並已斷為兩截的若潮號，近處可見穿上防護服的國際海事組織人員。攝於2020年8月13日

### 毛里求斯
2020年8月7日，毛里求斯总理普拉温德·贾格纳特晚间宣布进入“环境紧急状态”。该国请求法国提供帮助。他指出，该国不具备让搁浅船只重新起航的技术和专业能力。毛里求斯环境部长卡维·拉马诺（Kavy Ramano）与渔业部长说，该国第一次面临如此大规模的灾难，政府没有足够的能力来应对这一问题。毛里求斯环境部则发表声明，要求民众避免前往蓝湾、马埃堡等事发海域附近。
毛里求斯政府正试图控制漏油量并减轻其影响，隔离重要的海洋动植物保护区等；同时等待其他国家的帮助，抽出剩余的石油，并通过船体的裂缝进行过滤。当地民众也正在自行清洁海滩上的燃油，并用甘蔗秸秆制作拦油索阻挡燃油。应急反应队员和数千名志愿者，正在附近海域和岸边清理油污。事发海域附近的马埃堡市的学校停课。
8月9日晚，贾格纳特在蓝湾举行的新闻发布会上表示，若潮号的燃油泄漏已经停止，但船身已经形成裂缝，有船体断裂的风险。直升机仍在进行抽油作业，已经抽出530吨燃油，但因搁浅海域近期风大浪高，作业进展较慢，船上仍有2,500吨燃油。毛里求斯已成立应对这起燃油泄漏事件的委员会，跟进现场情况和作业进程。船上的文件和黑匣子已被找到，20名船员也已转移上岸，货轮搁浅原因仍在调查中。主要的任务是清除覆盖在毛里求斯海岸线上的粘稠淤泥。8月12日，毛里求斯总理宣布，结束若潮号的抽油工作。
8月20日，毛里求斯當局将已经断为两截的若潮号前半部分船体拖至距毛里求斯海岸13海里(约24公里)的海域進行沉船工作。
截至2021年8月，对事发周边海域的渔业管制依旧持续中。若潮号后半部分船体的拆解作业已经中断，预计2021年9月再度开始作业。

### 其他国家
在接到毛里求斯的请求后，法国从其海外领土留尼汪岛派出了军用飞机和专家小组。8月9日，一艘载有技术顾问的法国军舰从留尼汪岛抵达毛里求斯。日本则于8月10日派遣了一支六人小组（包括海上保安厅海岸警卫队成员在内）前往协助。三井公司的一位发言人表示，该公司将再派出一个专家小组，如果小组成员的SARS-CoV-2病毒检测均呈阴性，则他们最早将于11日出发。

## 各方态度

### 毛里求斯

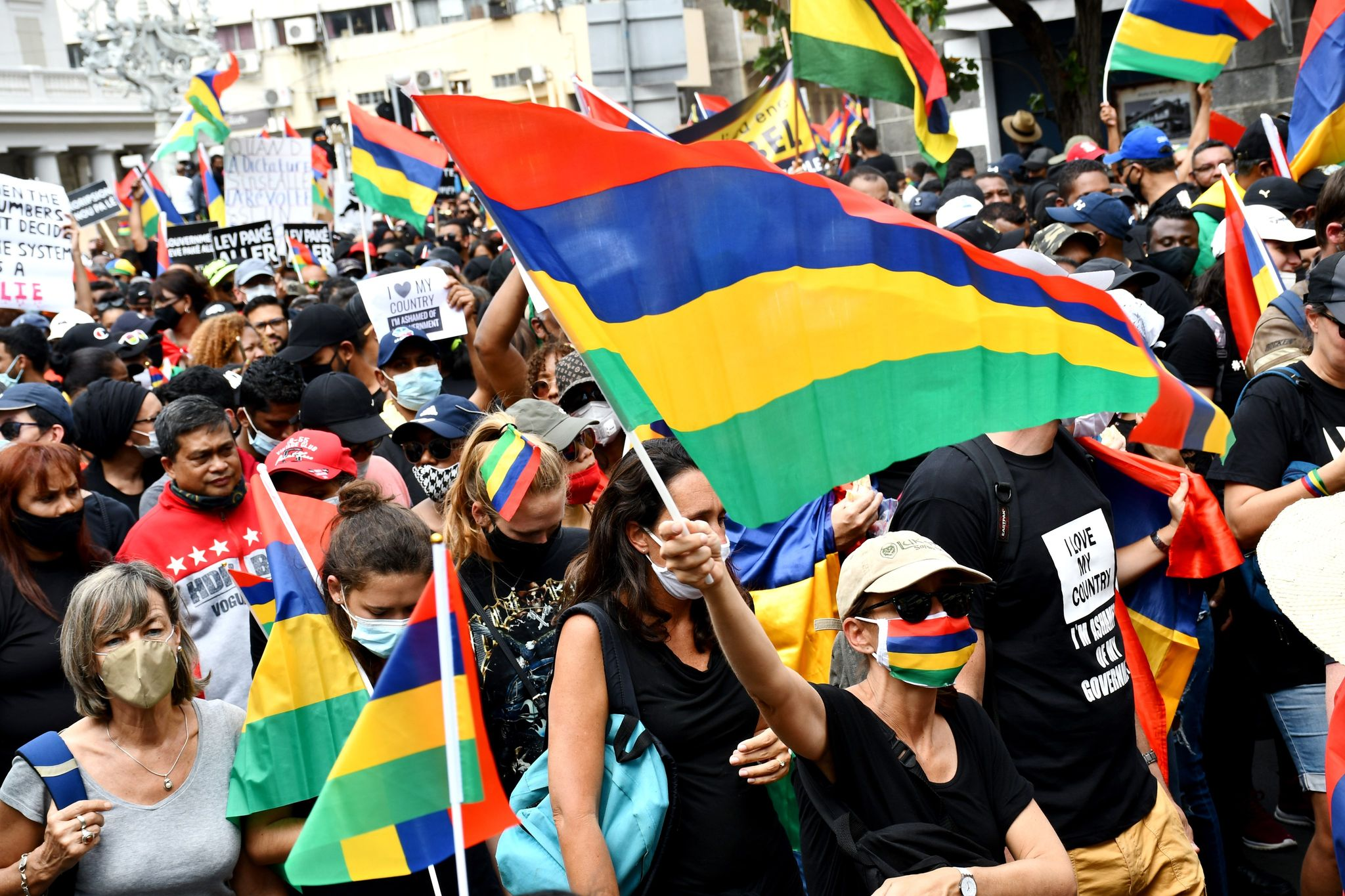
首都路易港的抗議活動，摄于8月31日

毛里求斯总理贾格纳特表示，此次漏油事件对毛里求斯“是个危险”。毛里求斯环境部长卡维·拉马诺与渔业部长接受采访时说：“我们处于环境危机之中”。
2020年8月29日，上万名毛里求斯民众在首都路易港发起游行，抗议政府对若潮号漏油事件处理不当，造成环境污染。
2021年12月，路易士港法院判處印度籍船長蘇尼爾·庫瑪·南德斯瓦爾和斯里蘭卡籍大副蒂拉克·拉特納·蘇巴達20個月有期徒刑。法院認定，事發時船內為慶祝船員生日舉行酒宴，在無人瞭望確認安全的情況下，船長指示貨輪靠近毛里求斯陸地一側以便讓手機連接網絡，導致了此次貨輪觸礁事故。

### 日本
2020年8月9日，若潮号运营商商船三井和该船所有者长铺汽船公司分别向毛里求斯致歉，日本已派出工作组协助模里西斯方处理善后事宜。

### 国际及其他国家
绿色和平组织指出，本次漏油事故可能是“在小岛国出现的最可怕的生态危机之一”，並於事故發生一年後的回顧中批評毛里裘斯政府處理事件的手法，包括無視環保團體的建議，倉卒決定在鯨魚哺育海域鑿沉若潮號的前半段；包庇船公司，拒絕向公眾透露重要資訊，包括洩漏的原油種類、為何選擇鑿沉而不把船體拖走拆解等；以及缺乏生態危害評估，不公開附近海岸發現的鯨魚及海豚屍體的檢驗報告結果，而事發地點直至現在仍不向科學家、非營利組織或媒體開放。
法国总统马克龙发推文回应贾格纳特的请求说：“当生物多样性处于危险之中时，就必须采取行动。法国在这里，与毛里求斯人民并肩作战。亲爱的贾格纳特，你可以指望我们的支持。”

## 外部連結
- 维基共享资源上的相關多媒體資源：若潮号触礁漏油事故
- Mauritius oil spill: An alarm bell for environmental safety (by Nick Clark, Al Jazeera) （页面存档备份，存于）